# 和韻
和韻是和詩的一种。起初，和詩時只要和意即可，和詩的體式、韻腳都不用顧慮。但後來难度增加，發展為和詩必須用所和之詩的韻部甚至韻字，這稱為和韻。
- 依韻，亦稱同韻，和詩必須用所和之詩的同一韻部，但不必用其原字；
- 用韻，和詩必須用所和之詩的原韻字，但不必順其次序；

到了次韻，就连韻字的前後次序也必须相同。

## 分类
「和韻」、「依韻」、「同韻」是同义词，即和詩必須用所和之詩的同一韻部，包括可使用或不使用其原韻字两种情况。
下面的「用韻」，是其中必须使用原韻字的一个子类，又包括韻字的前後次序可相同或不相同两种情况。
最后的「次韻」，又是「用韻」中必须使用原韻字的前後次序的一个子类。

## 依据
吳喬《答萬季埜詩問》：『和詩之體不一，意如答問而不同韻者，謂之和詩；同其韻而不同其字者，謂之和韻；用其韻而次第不同者，謂之用韻；依其次第者，謂之步韻（亦稱次韻）。步韻最困人，如相敺而自縶手足也。蓋心思為韻所束，而命意布局，最難照顧。今人不及古人，大半以此。嚴滄浪已申斥之，而施愚山嘗曰：「今人祗解作韻，誰會作詩？」此言可畏。』